# Еліс Гаскінс
Еліс Гаскінс (англ. Alice Haskins; 1880—1971) — американська вчена, ботанік. Разом зі своїм чоловіком, ботаніком Діном Бретом Свінглом (1879–1944), була співавтором книги A Textbook of Systematic Botany (1928 рік).

## Життя та кар'єра
Гаскінс народилася 24 квітня 1880 року в Ектоні у родині Гелен А. Крейн та Джона Р. Гаскінсів. У 1903 році вона закінчила Сміт-коледж зі ступенем бакалавра. З 1903 по 1906 рік Гаскінс працювала науковим співробітником у лабораторії патології рослин Міністерства сільського господарства США.
Фітопатолог Ервін Фрінк Сміт з Міністерства сільського господарства США регулярно залучав жінок-ботаніків до Бюро рослинництва для вивчення хвороб рослин. Гаскінс була в групі дослідниць, до якої входили Неллі Адалеса Браун, Клара Генрієт Гассе, Флоренс Геджес, Агнес Квірк та Мері Кетрін Браян, що досліджувала такі проблеми сільського господарства, як Agrobacterium tumefaciens, рак цитрусів та Cryphonectria parasitica.
У 1906 році вона вийшла заміж за Діна Свінгла, колегу-ботаніка та лаборанта, згодом переїхала до Бозмена, де Свінгл став професором ботаніки та бактеріології у Сільськогосподарському коледжі штату Монтана (пізніше Університет штату Монтана).
Гаскінс померла 16 жовтня 1971 року в Санта-Клара (Каліфорнія).